# بزم عالم سلطان
بزم عالم سلطان (بالتركية الحديثة: Bezmiâlem Valide Sultan) ـ (واسمها الرسمي دولتلو عصمتلو بزم عالم والده سلطان علية الشأن حضرتلري) (1807 ـ 2 مايو 1853) هي الزوجة الثانية للسلطان العثماني محمود الثاني (تزوجها سنة 1822)، ووالدة السلطان عبد المجيد الأول. تذهب معظم المصادر إلى كونها جورجية الأصل، وإلى أن اسمها الأصلي مجهول، وتشير المراجع إلى أن إحدى أخوات محمود الثاني، وهي أسما سلطان، هي التي تولت تثقيفها.
أمرت بإنشاء العديد من المنشآت الكبرى، أشهرها جامع دولمة باهجة في الآستانة.